# Venango (Nebraska)
Pour les articles homonymes, voir Venango.
Le village américaine de Venango est situé dans le comté de Perkins, dans l’État du Nebraska. Lors du recensement de 2010, sa population s’élevait à 164 habitants.

## Source
- (en) Cet article est partiellement ou en totalité issu de l’article de Wikipédia en anglais intitulé « Venango, Nebraska » (voir la liste des auteurs).